# Efim Bogoljubov
Pour les articles homonymes, voir Bogolioubov.
Efim Bogolioubov (en russe : Ефим Дмитриевич Боголюбов, en allemand : Efim Bogoljubow), est un joueur d'échecs allemand, né le 14 avril 1889 à Kiev (Empire russe) et mort le 18 juin 1952 à Triberg im Schwarzwald (RFA).
En Union soviétique, il remporta deux fois le Championnat d'URSS (en 1924 et 1925) et le Tournoi de Moscou de 1925 (devant les champions du monde Lasker et Capablanca).
Bogoljubov s'installa définitivement en Allemagne en 1926. En Allemagne, il remporta le tournoi de Bad Kissingen de 1928 (devant Capablanca, Euwe et Nimzowitsch), puis il disputa deux matchs de championnat du monde contre Alexandre Alekhine : en 1929 et en 1934. Il gagna  deux Congrès de la fédération allemande d'échecs (en 1925 et 1931) et deux championnats d'Allemagne (en 1933 et 1949). Il reçut en 1951 le titre de grand maître international, un an avant sa mort.

## Biographie et carrière

### Débuts aux échecs
Bogoljubov naquit en 1889 à Kiev en Ukraine dans l'Empire russe.  En 1910, il finit deuxième du tournoi de Russie du sud à Odessa remporté par Boris Verlinski. En 1911, il fut troisième du championnat de Kiev (victoire de Bogatyrtchouk), puis il termina deuxième tournoi amateur pan-russe de Libava en 1912 remporté par Hronadka. En 1913, il gagna le tournoi de Lodz devant Salwe.
Lors du déclenchement de la Première Guerre mondiale, il disputait le dix-neuvième congrès allemand à Manheim et fut interné comme dix  autres joueurs russes (Bogatyrtchouk, Alekhine, Selesnief, etc.). Pendant la Guerre, il disputa aux nombreux tournois organisés entre les joueurs internés à Baden-Baden, puis à Triberg.

### Succès dans les tournois internationaux et les championnats d'URSS (1918 à 1928)

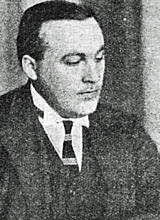
Bogoljubov en 1925.

Après la Première Guerre mondiale, Bogoljubov remporta les tournois de :
- Berlin 1918 (devant Selsesnieff, Spielmann et Réti) ;
- Stockholm 1919 (devant Spielmann et Réti) ;
- Stockholm 1920 (devant Nimzowitsch et Spielmann) ;
- Pistyan 1922 (mémorial Breyer, remporté devant Spielmann, Alekhine, Grünfeld, Réti, Sämisch, Tartakover, Tarrasch et Euwe) ;
- Karslbad 1923 (ex æquo avec Alekhine, devant Maroczy, Réti, Grünfeld, Nimzowitsch, Treybal, Yates, Teichmann, Tartakover Tarrasch, Rubinstein, Bernstein et Sämisch) ;
- Léningrad 1924 (troisième championnat d'URSS, devant Romanovski et Bogatyrtchouk) ;
- Léningrad 1925 (tournois entre les meilleurs joueurs de Léningrad) ;
- Léningrad 1925 (quatrième championnat d'URSS, devant Levenfisch, Rabinovitch et Verlinski) ;
- Breslau 1925 (24e congrès allemand remporté devant Nimzowitsch, Rubinstein et H. Wagner) ;
- Moscou 1925 (premier tournoi international de Moscou gagné devant les champions du monde Emanuel Lasker et José Raul Capablanca) ;
- Berlin 1926 (devant Rubinstein et Ahues) ;
- Bad Hombourg 1927 (devant Réti et Tartakover) ;
- Bad Kissingen 1928 (devant Capablanca, Euwe, Nimzowitsch, Réti, Yates, Tartakover, Marshall, Spielmann, Tarrasch et Mieses) ;
- Berlin 1928 (devant Sämisch et Grünfeld).

Lors du tournoi d'échecs de New York 1924, il finit septième sur onze joueurs.

### Matchs contre Max Euwe (1928, 1928-1929 et 1941)
En 1928, il remporta le championnat du monde d'échecs « amateur » organisé  par la Fédération internationale des échecs en battant Max Euwe 3 à 2 avec cinq parties nulles. En 1928-1929, il battit à nouveau Euwe 5,5 à 4,5.
En juillet 1941, Bogoljubov affronta Euwe dans un match. Ce fut la seule compétition que Euwe accepta de disputer en dehors des Pays-Bas pendant la guerre. Euwe gagna le match 6,5 à 3,5.

### Championnats du monde (1929 et 1934)
Il a participé deux fois au Championnat du monde d'échecs, chaque fois contre Alexandre Alekhine. Il perd la première fois en 1929 par 15,5 à 9,5, et la seconde en 1934 par 15,5 à 10,5.
Le deuxième match fut plus serré que le premier.

### Olympiades (1931, 1936 et 1939)
Bogoljubov participa à une seule olympiade, appelée alors le « Tournoi des nations » : l'olympiade de Prague en juillet 1931, comme premier échiquier de l'équipe d'Allemagne (il venait de remporter le 27e congrès allemand d'échecs à Swinemünde). L'équipe d'Allemagne finit cinquième et Bogoljubov réalisa le deuxième meilleur résultat du tournoi au premier échiquier avec 12,5/17 (le champion du monde Alexandre Alekhine marqua 13,5/18).
L'Allemagne n'envoya pas d'équipe à l'olympiade de 1933 (à Folkestone) ni à celle de 1935 (à Varsovie). En 1933, Bogoljubov fut nommé capitaine de l'équipe d'Allemagne. Il participa à la préparation de son équipe pour l'olympiade d'échecs officieuse de Munich en 1936, mais ne la disputa pas sur l'échiquier. L'Allemagne sans son meilleur joueur finit deuxième.
En 1939, Bogoljubov participa à nouveau à la préparation de l'équipe d'Allemagne qui remporta l'olympiade d'échecs de 1939 à Buenos Aires.

### Fin de carrière: champion d'Allemagne (1933 et 1949)
En 1931, Bogoljubov gagna le 27e congrès allemand d'échecs, à Swinemünde (tournoi remporté après un match de départage gagné contre Ludwig Rödl et devant Kurt Richter). Il fut deuxième du tournoi de Bled 1931 remporté par Alekhine.
En 1933, la très ancienne fédération allemande d'échecs (le Deutsche Schach Bund), fondée en 1877, fut dissoute par le nouveau pouvoir nazi. La même année, Bogoljubov gagna les tournois de :
- Aix-la-Chapelle (Bad Aachen) 1933 (« tournoi national des maîtres », devant Richter, Ahues et Sämisch) ;
- Bad Pyrmont 1933 (1er championnat d'Allemagne, devant Rödl et Carls).

En 1934, Bogoljubov disputa son deuxième championnat du monde contre Alekhine et finit quatrième du tournoi d'échecs de Zurich, puis il gagna :
- Bad Nauheim 1935 ;
- Bad Snarow 1935.

En 1936, Bogoljubov termina dixième du tournoi de Nottingham. En 1937, il termina 2e-3e d'un tournoi quadrangulaire à Bad Nauheim, Stuttgart et Garmisch, ex æquo avec Alekhine, derrière Max Euwe.
En 1938, Bogoljubov craignit que sa fille ne put accéder à l'université et décida de devenir membre du parti nazi. Plus tard, après la Seconde Guerre mondiale, il fut traité de fasciste.
Il gagna le tournoi de Karlsruhe 1938-1939 (devant Richter). En 1939, il perdit un match contre Erich Eliskases, puis il gagna les tournois de :
- Stuttgart 1939 (devant Richter, Engels, Vidmar, Eliskases et Kieninger) ;
- Berlin 1940 (7,5/9) ;
- Cracovie-Varsovie 1940 (premier championnat du gouvernement général de Pologne, ex æquo avec Kohler) ;
- Radom 1944 (sixième championnat du gouvernement général de Pologne, devant Fedor Bogatyrtchouk).

Après la Guerre, Bogoljubov finit premier à :
- Lunebourg 1947 (14,5/17) ;
- Cassel 1947 (7,5/9) ;
- Flensbourg 1947 (8,5/10) ;
- Bad Pyrmont 1949 (championnat d'Allemagne occupée, système suisse) ;
- Oldenbourg 1949 (ex æquo avec Elmārs Zemgalis).

Lors du premier championnat de la République fédérale d'Allemagne en 1950, il finit deuxième-troisième après Unzicker.

## La défense Bogo-indienne
L'ouverture de la défense Bogo-indienne (1.d4 Cf6 2.c4 e6 3.Cf3 Fb4+ en notation algébrique) doit son nom à Bogoljubov.

## Citation
- « Lorsque j'ai les blancs, je gagne parce que j'ai les blancs. Lorsque j'ai les noirs, je gagne parce que je suis Bogoljubov. » (Bogoljubov signifie « aimé de Dieu » en ukrainien.)

## Exemples de parties
Efim Bogoljubov - Alexandre Alekhine, Wiesbaden, Championnat du monde d'échecs 1929, 6e partie
1. d4 Cf6 2. c4 e6 3. Cc3 Fb4 4. Db3 De7 5. a3 Fxc3+ 6. Dxc3 b6 7. f3 d5 8. cxd5 Cxd5 9. Dc2 Dh4+ 10. g3 Dxd4 11. e4 Ce7 12. Ff4! Fd7 13. Td1 Da4 14. Dxc7 Dc6 15. Ce2 Dxc7 16. Fxc7 Ca6 17. Fd6 Fb5 18. Cc3 Fxf1 19. Txf1 Cc8 20. Ff4 Re7 21. Tf2 Td8 22. Txd8 Rxd8 23. Td2+ Re8 24. Cb5 f6 25. b4! Ce7 26. Rd1 Cg6 27. Fc7 e5 28. Rc2 Cf8 29. Fd6 Ce6 30. f4! exf4 31. gxf4 Tc8+ 32. Rb3 Ta8 33. h4 Rf7 34. f5 Cd8 35. Ff4 Re7 36. Tg2 g6 37. Tc2! gxf5 38. exf5 Cf7 39. Te2+ Rd7 40. Te6 Tg8 41. Txf6 Re7 42. Te6+ Rd7 43. Fd6 Cxd6 44. Txd6+ Re8 45. Cxa7 Tg3+ 46. Ra4 Tg7 47. Cc6 Cc7 48. f6 1-0
Efim Bogoljubov - Alexandre Alekhine, La Haye, Championnat du monde d'échecs 1929, 18e partie
1. e4 e6 2. d4 d5 3. Cc3 Cf6 4. Fg5 dxe4 5. Cxe4 Fe7 6. Fxf6 gxf6 7. Cf3 f5 8. Cc3 c6 9. g3 Cd7 10. Fg2 Dc7 11. De2 b5?! (11. b6) 12. Ce5 Fb7 13. 0-0-0 Cb6 14. Dh5 Tf8 15. f4 b4 16. Ce2 Cd5 17. Fxd5 cxd5 18. Rb1 a5 19. g4! fxg4 20. f5 exf5 21. Dxf5 a4 22. The1 a3 23. b3 Fc8 24. Dxh7 Fe6 25. Dd3 0-0-0 26. c3! Rb7 27. Tc1 Db6 28. cxb4 Fxb4 29. Tc6 Da5 30. Tec1 Tc8 31. Cf4 Fd6 32. Cxe6 fxe6 33. Dh7+ Tc7 34. Txc7+ Fxc7 35. Dd7 Db6 36. Cd3 Td8 37. Txc7+!! Dxc7 38. Cc5+ Rb6 39. Dxc7+ Rxc7 40. Cxe6+ Rd7 41. Cxd8 Rxd8 42. b4 Rd7 43. Rc2 Rc6 44. Rb3 Rb5 45. Rxa3 Rc4 46. b5! Rxb5 47. Rb3 Ra5 48. a4 Ra6 49. Rb4 Rb6 50. a5+ Rc6 51. Ra4 1-0